# Veres Gábor (fizikus)
Veres I. Gábor (Eger, 1975. január 12. –) magyar fizikus, egyetemi tanár, a Magyar Tudományos Akadémia levelező tagja. Az Eötvös Loránd Tudományegyetem Természettudományi Kar Fizikai Intézet oktatója, Balassagyarmat díszpolgára. Kutatási területe a részecskefizika.

## Tanulmányai
Veres Gábor 1993-ban érettségizett a Balassi Bálint Gimnáziumban Balassagyarmaton. 1998-ban szerzett diplomát az Eötvös Loránd Tudományegyetem Természettudományi Karán.
Veres az ELTE Természettudományi Karon szerzett doktori fokozatot 2002-ben. 2013-ban megszerezte az Magyar Tudományos Akadémia Doktora címet, majd 2014-ben habilitált szintén az ELTE-n. 2025-ben a Magyar Tudományos Akadémia levelező tagjává választották.
2002 és 2004 között az MIT Magfizikai Laboratóriumában és a Brookhaveni Nemzeti Laboratóriumban dolgozott posztdoktorként.
2009-2016 között a CERN-ben dolgozott kutatási ösztöndíjasként, majd kutatófizikusként.
2017-ben az ELTE legmagasabb Hirsch-indexszel rendelkező oktatója volt.

## Tevékenysége
Fő kutatási területe részecskefizikán belül az erős kölcsönhatás extrém körülmények közötti vizsgálata, a nehézion-fizika és a standard modell egyes részterületeinek vizsgálata.
1999-ben Pro Scientia aranyérmet kapott, 2016-ban pedig megkapta a Magyar Tudományos Akadémia Akadémiai Díját.

## Publikációi
A három legtöbbet idézet publikációja a Google Tudós alapján:
- Chatrchyan et al. (2012). Observation of a new boson at a mass of 125 GeV with the CMS experiment at the LHC. Physics Letters B 716 (1), 30
- Back et al. (2005). The PHOBOS perspective on discoveries at RHIC. Nuclear Physics A 757 (1-2), 28
- Khachatryan et al. (2016). Event generator tunes obtained from underlying event and multiparton scattering measurements. The European Physical Journal C 76 (3), 1